# Pilar (Paraguay)
Pilar es la ciudad capital del departamento de Ñeembucú en el Paraguay. Se encuentra ubicada a unos 230 km de Asunción, a orillas del río Paraguay y del arroyo Ñeembucú, en la frontera con Colonia Cano, Provincia de Formosa, Argentina. Es un importante centro urbano, histórico y turístico del Paraguay. 
Por la ciudad pasan dos importantes carreteras, la ruta PY19 que la une directamente con Alberdi y Villeta, Departamento Central y la ruta PY04 que la une con San Ignacio Guazú, Departamento de Misiones.

## Toponimia
Fue fundada por orden del gobernador intendente Pedro Melo de Portugal el 12 de octubre de 1779 con el nombre de Villa del Ñeembucú. Cuatro años más tarde fue llamada Villa del Pilar, nombre que debe al sacerdote español Marcial Antonio Uliambre, originario de Zaragoza, en donde se venera a la Virgen del Pilar.
Según el historiador Benigno García Riquelme (citado por Mazó, 2012) en los primeros días del mes de Octubre del año 1779, habían partido de Asunción algunos vecinos interesados en poblar la nueva localidad, y aunque no se sabe con certeza la fecha de la fundación de Villa Nuestra Señora del Pilar, se festeja el día 12 de Octubre, en honor a la Pilarica, de Zaragoza, España.
Fue fundada, originalmente, como Villa del Ñeembucú , por el entonces Gobernador Intendente de la Provincia del Paraguay, Pedro Mello de Portugal y Villena, con fines fundamentales estratégicos, ya que sirvió como apostadero de tropas para la vigilancia constante del río Paraguay. Por Real Cédula del 1° de febrero de 1784, la población Nuestra Señora del Pilar tomó el nombre de Villa, y conforme a un padrón de la época, su población era de 2.355 habitantes. (Viré y Martínez Fretes, 2014 p. 91). Se atribuye haberle dado el nombre de Pilar a la nueva Villa y su advocación a la Virgen del Pilar al capellán párroco Marcial Antonio Uliambre, oriundo de Zaragoza (España) (Acosta, 2015) )
 Del Libro: Atlas - Turístico del Ñeembucú

## Historia
El primer poblador y organizador del poblado fue el capitán Juan de Jara. Durante los sucesos que desembocaron en la Independencia del Paraguay, en Pilar se encontraba el capitán Blás José Roxas de Aranda con un contingente de hombres para evitar que el gobernador intendente Bernardo de Velasco se escapase de la provincia, si este llegaba por barco hacia el sur por el río Paraguay.
En el gobierno de Gaspar Rodríguez de Francia el Puerto de Pilar fue uno de los pocos habilitados en todo el Paraguay para el comercio con el exterior, comercializando principalmente yerba mate y algodón.
Según la tradición oral local, en el edificio del Cabildo de Pilar, Francisco Solano López, cuando aún era coronel pronunció las palabras: Jamás caerá de mis manos la insignia sagrada de mi patria.
Durante la guerra contra la Triple Alianza sucedieron dos combates en la entonces Villa del Pilar, el Combate de Pilar (1867) el 20 de septiembre de 1867, donde hoy se encuentra el Regimiento de Caballería N.º 2 Cnel. Felipe Toledo; y una escaramuza el 27 de octubre del mismo año, en plena villa. Años después de la guerra, cuando los brasileños abandonaron el país en 1877, la torre del campanario de la actual Basílica Menor de Nuestra Señora del Pilar repicó por varias horas sus campanas, para así plasmar este hecho histórico.
En 1930 Paolo Federico Alberzoni instaló su complejo textil , la actual Manufactura de Pilar SA. Posteriormente amplió  su usina para proveer energía eléctrica   a la ciudad.
En la guerra civil paraguaya de 1947, Pilar y Concepción fueron las dos ciudades más grandes en caer primero ante los rebeldes.
Por muchos años, hasta el gobierno de Alfredo Stroessner, el Puerto de Pilar fue el más importante del sur, y puerto de entrada al país. 
En 1983 ocurrió una inundación que dejó bajo agua a prácticamente toda la ciudad. Para protegerla de futuras inundaciones la ciudad cuenta con un sistema de muros de contención, esclusas y plantas de bombeo. Los muros conforman la Costanera de Pilar.
En el año 2000 se terminó de pavimentar  la Ruta IV Gral. José Eduvigis Díaz, hoy PY04, desde entonces la ciudad dejó de quedar aislada del país, a causa de lluvias. También está pavimentada la Ruta PY19 que une Pilar con Villeta.

## Geografía

### Hidrografía
Además del Ñeembucú, otros arroyos adyacentes a la Ciudad de Pilar son el San Lorenzo y el Montuoso. La hidrografía de la zona ofrece paisajes alrededor de la ciudad de Pilar, con óptimas oportunidades para la pesca y los balnearios.

### Orografía
No posee accidentes orográficos, pero la ciudad está rodeada de antiguos muros de contención tipo terraplén, para evitar inundaciones por los desbordes del Río Paraguay, y de los Arroyos Ñeembucú y San Lorenzo, otros arroyos de menor cause, y algunos esteros, en época de crecida de estos. Poseen alturas que oscilan los 10 a 15 metros de altura, con respecto a las profundidades de estas últimas, con más de 7500 metros de longitud.

### Clima
En la zona existen innumerables esteros, arroyos y ríos que contribuyen a que el clima sea fresco y húmedo. La temperatura media del departamento es de 22 °C, la temperatura máxima puede oscilar entre 37 y 40 °C, la mínima entre 4 a 0 °C. Los meses más lluviosos son enero, marzo, abril y octubre, los más secos son mayo y agosto.[cita requerida]

## Demografía
Pilar cuenta con 34 741 habitantes en total, según datos oficiales del censo paraguayo de 2022. Esta ciudad paraguaya alberga una notable comunidad de descendientes de italianos.

## Gobierno
El gobierno municipal está a cargo de la Intendencia Municipal y de la Junta Municipal, conforme lo establece el artículo 20 de la Ley Orgánica Municipal (LOM). La Intendencia se compone del Intendente y de las distintas dependencias administrativas del municipio. El Intendente tiene la responsabilidad de la gestión general del distrito y es elegido de forma directa por los ciudadanos para un período de 5 años. En cuanto a los concejales, quienes forman parte de la Junta Municipal, ejercen sus funciones durante 5 años, con posibilidad de reelección, y su rol se limita a actuar como un órgano deliberante y legislativo del gobierno local. De acuerdo con el artículo 24 de la citada ley, el número de concejales de cada municipio se determina según el presupuesto asignado por el Estado a la respectiva jurisdicción.
La gestión de la ciudad está a cargo de la municipalidad, que opera bajo una estructura similar a la del gobierno nacional: el Intendente desempeña una función comparable a la del poder ejecutivo, mientras que la Junta Municipal actúa como un órgano legislativo y normativo. Esta última tiene la responsabilidad de elaborar y aprobar leyes u ordenanzas, que son regulaciones de ámbito local cuya aplicación es obligatoria dentro de los límites del municipio. En el marco del gobierno municipal, se identifican tres tipos de actos administrativos: Ordenanza, Reglamento y Resolución Municipales.
Las ordenanzas son normativas de carácter general que son aprobadas por la Junta y promulgadas por el Intendente, con el fin de establecer derechos, responsabilidades y restricciones tanto para los habitantes del distrito como para las personas que, por diversas razones, se encuentren en la jurisdicción. La propuesta de estos proyectos se logra mediante un consenso entre los miembros de la Junta, el Intendente y, en algunos casos, a través de la participación de la ciudadanía. Tienen la categoría de ley local, lo que implica que su aplicación es exclusiva del municipio, pero deben estar en consonancia con la legislación nacional aprobada por el Congreso. Por otro lado, los reglamentos son normas internas de carácter general emitidas por la Junta o el Intendente, con el propósito de organizar y regular las diferentes dependencias administrativas del municipio. Finalmente, las resoluciones son medidas que se aplican a situaciones o casos concretos, ya sea para individuos o grupos específicos, y pueden ser dictadas tanto por la Junta como por el Intendente.

## Intendentes Municipales - Pilar Paraguay
Se dio en consecuente en el Cabildo y con la primera junta de vecinos formada en 1779.
Las juntas de vecinos tenían poder civil, al ejercer la representación del pueblo y gran influencia sobre el resguardo militar.
En 1824, por decreto del gobierno del Dr. José Gaspar Rodríguez de Francia se suprimen todos los cabildos y la ciudad se rige por Delegado; muerto el Dr. Francia las villas se regían por los llamados Cuerpos Municipales, los cuales administraban también la justicia.
Después de la Guerra de la Triple Alianza, los vecinos de Pilar vuelven a organizarse, como al principio, formando la Junta de Vecinos a la que denominaron “Junta Económica Administrativa”, oficializada y nombrada el 5 de julio de 1872. La Primera Junta fue conformada el 19 de julio de 1872 y estaba presidida por Lorenzo Jiménez hasta 1874.Sucesivos decretos del Gobierno fueron nombrando autoridades de esta Junta Económica:
| Año  | Nombres y Apellidos     | Duración/ años |
| 1874 | José del Rosario Brítez | 1 año          |
| 1875 | Martín Blanco           | 1 año          |
| 1876 | Martín Blanco           | 3 años         |
| 1879 | José de la Cruz Gómez   | 1 año          |
| 1880 | Inocencio Cabrera       | 3 años         |
| 1883 | Ignacio Granada         | 1 año          |

En 1884 el pueblo elige a sus autoridades municipales, mediante la emisión de sus votos, electo entonces como Presidente: Antonio dos Santos. Duración: 3 años.
En 1887 se realizó la segunda elección municipal, curiosamente este evento cívico dio como resultado un empate, dándose una solución judicial y recayendo la Presidencia en Inocencio Talavera. Duración: 4 años.
| Año  | Nombres y Apellidos             | Duración/ años |
| 1891 | Pedro J Vargas                  | 2 años         |
| 1893 | Fortuoso Piola                  | 1 año          |
| 1894 | José M Delfino                  | 2 años         |
| 1896 | Fermín Silva                    | 3 años         |
| 1899 | Máximo Medina                   | 1 año          |
| 1900 | Próspero Azzarini               | 2 años         |
| 1902 | Augusto Decou                   | 1 año          |
| 1903 | Miguel Trinidad                 | 2 años         |
| 1905 | Demetrio Cartes – 15 de febrero |                |
| 1905 | Demetrio Cartes – 28 de agosto  | 2 años         |
| 1907 | Máximo Medina                   | 1 año          |

El 25 de enero del año 1908, se elevó de categoría de Villa a ciudad de Pilar nuestro pueblo.
Referencia: Apuntes para la historia de Pilar – Prof. Carlos Alberto Mazzó.

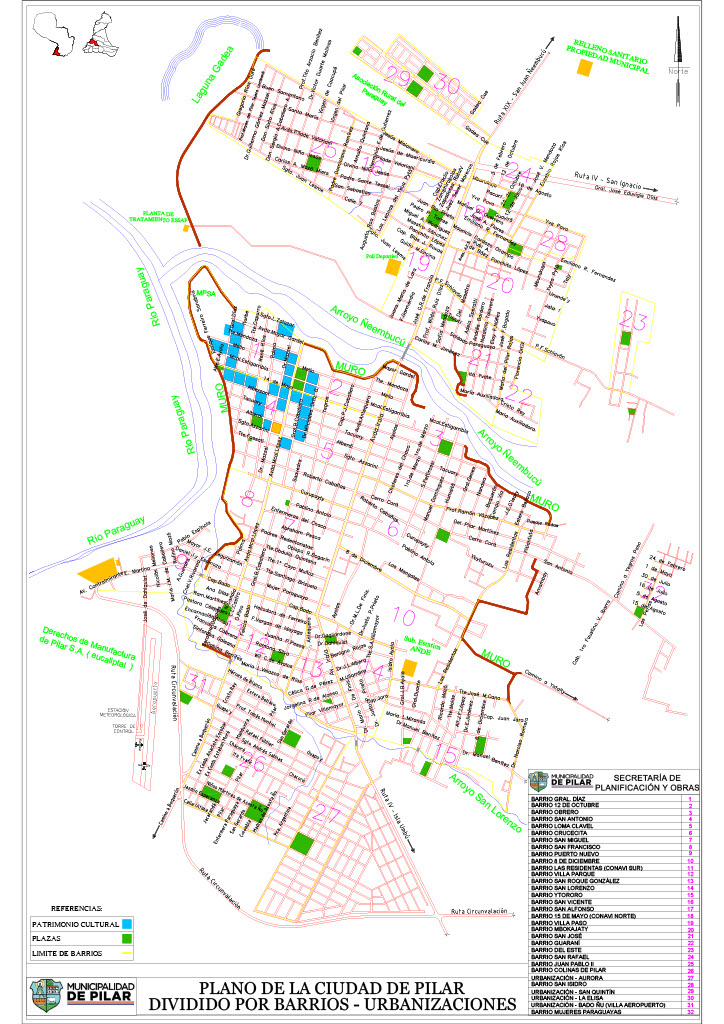
Mapa - Barrios de Pilar (2025)

| Año  | Nombres y Apellidos | Duración/ años |
| 1908 | Ramón Díaz González | 1 año          |
| 1909 | Eloy dos Santos     | 1 año          |
| 1910 | José Guglielnetti   | 1 año          |

El día 20 de julio de 1910 se crea el cargo de Intendente Municipal. El primer Intendente Municipal de Pilar fue el médico Dr. José Lázaro Albera, luego se sucedieron los siguientes:
| N.º | Año  | Periodo Gob. Aprox. | Título | Nombres           | Apellidos          |
| 1   | 1910 | 7 meses             | Dr.    | José Lázaro       | Albera             |
| 2   | 1911 | 1 año               | Sr.    | Alfonso           | Dos Santos         |
| 3   | 1912 | 5 años              | Sr.    | Domiciano         | Albera             |
| 4   | 1917 | 3 años              | Dr.    | José Lázaro       | Albera             |
| 5   | 1920 | 9 años              | Sr.    | Alfonso           | Dos Santos         |
| 6   | 1929 | 3 años              | Sr.    | Sixto             | Ríos               |
| 7   | 1932 | 3 años ( Ital)      | Sr.    | Pila De           | Valoriani          |
| 8   | 1935 | 1 año               | Prof.  | Serviliano        | Alonso Peralta     |
| 9   | 1936 | 1 año/ 3 INTEND     | Sr.    | Liborio           | Paredes            |
|     |      |                     | Sr.    | Pila De           | Valoriani          |
|     |      |                     | Sr.    | Luciano           | Zayas              |
| 10  | 1937 | 1 año               | Mayor  | Manuel            | Muñoz González     |
| 11  | 1938 | 2 años              | Prof.  | Serviliano        | Alonso Peralta     |
| 12  | 1940 | 1 año               | Sr.    | Santiago          | Bértoli            |
| 13  | 1941 | 7 años              | Dr.    | Alberto           | Fernández          |
| 14  | 1948 | meses               | Sr.    | Aurelio           | Dos Santos         |
| 15  | 1948 | 1 año               | Sr.    | Alberto           | Dávalos            |
| 16  | 1949 | 11 años             | Ing.   | Carlino           | Báez               |
| 17  | 1960 | 7 años              | Sr.    | Vicente           | Souto Hernández    |
| 18  | 1967 | 7 años              | Sr.    | Rubén             | Ortíz Valenzuela   |
| 19  | 1974 | 14 años             | Prof.  | Fabio             | Insfrán Ruiz Diaz  |
| 20  | 1988 | 1 año               | Sr.    | Héctor            | Bottino Franco     |
| 21  | 1989 | meses               | Sr.    | Fidel             | Zenteno            |
| 22  | 1989 | meses               | Prof.  | Julio César       | Lugo               |
| 23  | 1991 | 5 años              | Dr.    | Víctor Hermógenes | Encina Silva       |
| 24  | 1996 | 5 años              | Prof.  | Tomás Saturnino   | Montiel Palacios   |
| 25  | 2002 | 4 años              | Sr.    | Darío Rubén       | Encina Silva       |
| 26  | 2006 | 3 años 8 meses      | Sr.    | Carlos Francisco  | Silva Medina       |
| 27  | 2010 | 4 meses             | Sr.    | Cristóbal Alfredo | Stete Ghiringhelli |
| 28  | 2011 | 5 años              | Sr.    | Luis Federico     | Benítez Cuevas     |
| 29  | 2015 | 6 años              | Sr.    | Cristóbal Alfredo | Stete Ghiringhelli |
| 30  | 2021 | 5 años              | Mgtr.  | Fernando Luis     | Ramírez González   |

El día 20 de julio de 1910 se crea el cargo de Intendente Municipal. El primero en ocupar dicho cargo fue el (médico) Dr. José Lázaro Albera.
Desde 1991 por disposición de la Constitución Nacional surgen las elecciones municipales de Intendencia y Junta correspondiente en Comicios Populares.
El Primer Intendente electo por el pueblo fue el Abog. Víctor Hermógenes Encina Silva, mientras que anteriormente y hasta 1989 eran designados por decreto del Poder Ejecutivo.
En el año 2010 por obligaciones electorales que posibilitan al Sr. Carlos Francisco Silva Medina a buscar la reelección, le sucede en el cargo el Sr. Cristóbal Alfredo Stete Ghiringhelli por el lapso de tiempo de 4 meses.
Seguidamente fue el periodo de gobierno municipal del Sr. Luís Federico Benítez Cuevas (Año 2010 – 2015). Luego tomó lugar el Sr. Cristóbal Alfredo Stete Ghiringhelli – Ejecutivo Municipal electo (periodo 2015 – 2021) un año más de gestión extendida a raíz de situaciones adversas de la naturaleza y pandemia afectando el proceso democrático a nivel país.
En noviembre de 2021, asumió la gestión municipal el Mgtr. Fernando Luís Ramírez González, por el periodo que comprende de noviembre del 2021 al octubre 2026.
- El récord de mayor tiempo en el cargo: lo estableció el Prof. Fabio Insfrán Ruíz Díaz, de 1974 a 1988 (13 años 4 meses).

- El otro récord, de menor tiempo: Fue el Sr. Jorge Fidel Zenteno, del 14 de marzo de 1989 al 10 de abril de 1989 (27 días).

Referencia: Apuntes para la historia de Pilar – Prof. Carlos Alberto Mazzó

### Barrios
Pilar se divide en un total de 32 barrios, datos obtenidos por la Secretaría de Planificación y Obras de la Municipalidad de Pilar (año 2025). 
| Barrios de Pilar                        | Barrios de Pilar                             |
| --------------------------------------- | -------------------------------------------- |
| 1 - Barrio Gral. Díaz                   | 17 - Barrio San Alfonso                      |
| 2 - Barrio 12 de Octubre                | 18 - Barrio 15 de Mayo (Conavi Norte)        |
| 3 - Barrio Obrero                       | 19 - Barrio Villa Paso                       |
| 4 - Barrio San Antonio                  | 20 - Barrio Mbokajaty                        |
| 5 - Barrio Loma Clavel                  | 21 - Barrio San José                         |
| 6 - Barrio Crucecita                    | 22 - Barrio Guarani                          |
| 7 - Barrio San Miguel                   | 23 - Barrio del Este                         |
| 8 - Barrio San Francisco                | 24 - Barrio San Rafael                       |
| 9 - Barrio Puerto Nuevo                 | 25 - Barrio Juan Pablo II                    |
| 10 - Barrio 8 de Diciembre              | 26 - Barrio Colinas del Pilar                |
| 11 - Barrio Las Residentas (Conavi Sur) | 27 - Urbanización - Barrio Aurora            |
| 12 - Barrio Villa Parque                | 28 - Barrio San Isidro                       |
| 13 - Barrio San Roque González          | 29 - Urbanización San Quintín                |
| 14 - Barrio San Lorenzo                 | 30 - Urbanización La Elisa                   |
| 15 - Barrio Ytororo                     | 31 - Urbanización Bado Ñu (Villa Aeropuerto) |
| 16 - Barrio San Vicente                 | 32 - Barrio Mujeres Paraguaya                |
|                                         | 33 - Barrio 21 de Septiembre (Km5)           |

El área rural de Pilar se divide en seis compañías.
| Compañías de Pilar           |
| ---------------------------- |
| 1 - Primera Compañía Yataity |
| 2 - Segunda Compañía Yataity |
| 3 - Tercera Compañía Yataity |
| 4 - Cambacuá                 |
| 5- Valle Apu´a               |
| 6 - Medina                   |

## Economía
Pilar es una ciudad comercial, turística e industrial. Los pobladores de la ciudad se dedican principalmente al comercio, servicios, pesca, producción láctea (bovina y caprina), y horticultura.
La mayor Empresa textil del Paraguay, Manufactura de Pilar SA, absorbe gran parte de la producción de algodón del país. El italiano Paolo Federico Alberzoni se instaló allí por su estratégica ubicación y fundó su complejo textil ubicado en el ángulo formado por el Río Paraguay y el Arroyo Ñeembucú.
En el área rural se dedican principalmente a la producción láctea (bovina), a la ganadería (bovina, ovina, y caprina), a la horticultura, a la agricultura (principalmente maíz, caña de azúcar, pasto Camerún), y en menor grado a la pesca.
En Pilar existen varios Bancos y Cooperativas, ellas son: El Banco Nacional de Fomento, UENO, Banco Familiar, Banco Interfisa, Banco Continental, Financiera El Comercio;  Cooperativa Ñeembucú Limitada, Cooperativa San Juan Bta., Cooperativa Universitaria y la Cooperativa 8 de Marzo.

## Infraestructura
Pilar está asentada a 230 km de la ciudad de Asunción, se llega a ella por la ruta PY19 "Héroes de 1870" y por la ruta PY04 "General José Eduvigis Diaz".
La ciudad de Pilar es considerada como una de las ciudades más importantes del país, por su rol histórico, comercial, e industrial. Es la ciudad más poblada del Ñeembucú. Sus calles en gran medida están adoquinadas o son de terraplén, y en una menor medida asfaltadas.
Prácticamente no existen calles empedradas, a diferencia de la mayoría de las ciudades y pueblos del país, las pocas calles empedradas (menos de 10 cuadras), están siendo reemplazadas por adoquines. La tierra que hay en Pilar en su mayoría es de color blanco (arena lavada), y no la tierra colorada que caracteriza a la Región Oriental del país.
El arroyo Ñeembucú divide a la ciudad en dos, siendo la parte más antigua y poblada la de su margen izquierda, uniéndose la ciudad por el Puente Ñeembucú. Posee innumerables casas antiguas y varias plazas, la mayoría en el centro de la ciudad. Frente a la ciudad se encuentra Puerto Cano (provincia de Formosa en Argentina), y a pocos kilómetros río abajo, la desembocadura del río Bermejo (río Colorado por los lugareños de Pilar).
Las calles y plazas son adornadas por estatuas de aves y en menor presencia, por escenas históricas de la guerra Contra la Triple Alianza, por esa razón uno de sus apodos es la Ciudad de las Aves''. Otras plazas de la ciudad son:
- Plaza Mariscal Francisco Solano López
- Plaza de los Héroes
- Plaza del Soldado Paraguayo
- Plaza del Agua, inaugurada en noviembre de 2024.
- Plaza Carlos Miguel Jiménez
- Plaza General Bernardino Caballero, o Plaza-Canchita del Bº Obrero
- Plaza Las Residentas
- Plaza Luis María Argaña del Barrio San José

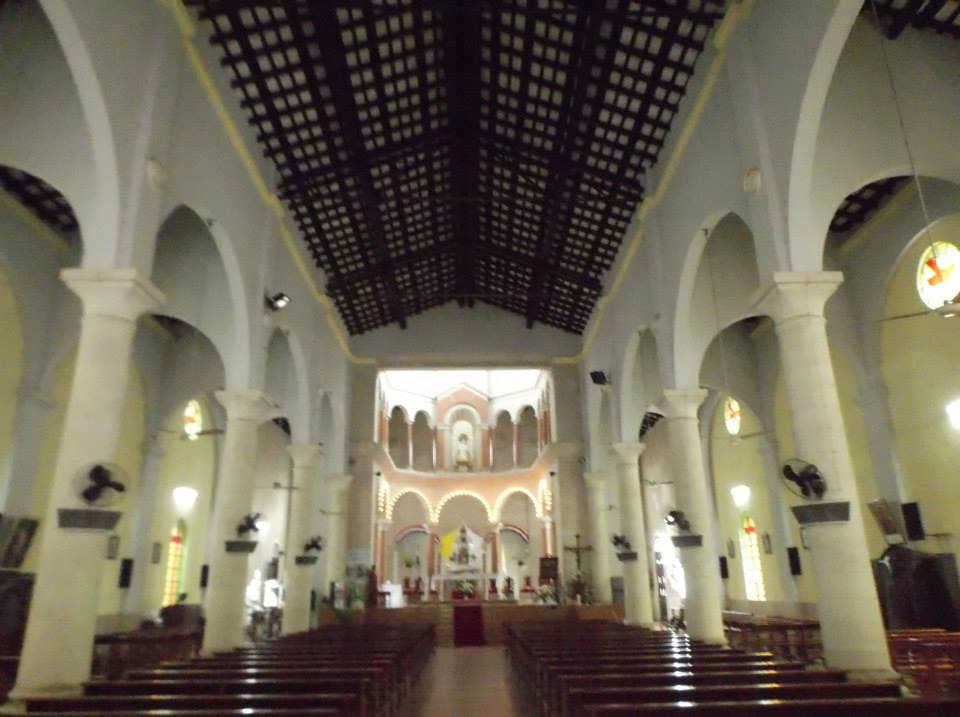
Interior de la Basílica Menor y Santuario Regional de Nuestra Señora del Pilar (Pilar -Ñeembucú, Paraguay-).

### Turismo
El turismo es muy fluido en la Ciudad, todo el año recibe turistas de todo el país y extranjeros, principalmente argentinos, brasileños e italianos, entre otros como uruguayos y europeos; principalmente para visitar sitios históricos del departamento de Ñeembucú.
Desde 1988 todos los años, el primer sábado de enero se lleva a cabo la Tradicional Fiesta Hawaiana a orillas del Arroyo Ñeembucú. En esta fiesta la ciudad recibe la mayor afluencia de turistas en todo el año, provenientes de todas partes del mundo, se estima que son más de 4500 los visitantes no oriundos de la ciudad que asisten a la fiesta, y todos los años va en aumento. Durante la fiesta hay más de 20 000 personas reunidas en la playa según los organizadores. 
En Semana Santa se realizan competencias de pesca, atrayendo turistas de todo el Mercosur. La ciudad suele ser en estas fechas el lugar donde la mayoría de los turistas se hospedan para ir a visitar los lugares históricos del departamento de Ñeembucú, y por las noches se distraen en la ciudad.
En octubre, por el aniversario de fundación de la ciudad de Pilar, se realizan durante todo el mes, diversos eventos culturales, artísticos, deportes y de interés turístico. Uno de ellos es el Festival "Pilar Vive", que ha reunido a artistas nacionales e internacionales, como los Auténticos Decadentes, Los Rancheros, Bahiano (Ex-Pericos), Marilina, El Mago y la Nueva, Los Chaques, entre otros. 
Los restaurantes y hoteles ofrecen menús preparados con pescados como el surubí, corvina, pacú y dorado.

#### Sitios de interés turísticos.
- La Basílica Menor y Santuario Regional de Nuestra Señora del Pilar, Es la única Iglesia del Paraguay con el Rango de Basílica Menor; la elevación a dicha categoría consta en un decreto Papal firmado en 1978 por su Santidad El Papa Juan Pablo II. Su Fiesta Patronal se celebra el 12 de octubre congregando a miles de fieles provenientes de distintos puntos del país y de la Argentina.
- El Museo Cabildo de Pilar, cuya construcción data de 1784, refaccionada en 1817 en época del Gobierno de Gaspar Rodríguez de Francia, es una construcción muy bien conservada, compuesta de tres lances y la planta alta cuenta con un gran balcón, donde el entonces coronel López pronunció célebres palabras. En este museo se conservan pertenencias, fotografías, trofeos y medallas del mariscal López, así como retablos y columnas de la antigua iglesia, también hay armas, fusiles, balas, municiones, espadas, bayonetas, cadenas, lanzas, escudos entre otros. Actualmente es el único cabildo en pie del Paraguay, ya que el Centro Cultural de la República, llamado El Cabildo, nunca actuó como tal, pues el edificio fue construido para sede del Congreso Nacional durante el gobierno de Carlos Antonio López, al lado del que fuera el verdadero cabildo de la ciudad de Asunción.
- Plaza de los Héroes: Es una de las principales plazas en pleno centro de la ciudad de Pilar. Cuenta con un gran escenario para festivales y conciertos, en donde se realizan anualmente las tradicioneales Fiestas Patronales de Pilar. Cuenta además con parque con juegos para los niños y un sector con equipos de gimnasia para las actividades deportivas de la ciudadanía. Ubicada frente la Basílica Menor y Santuario de la Virgen del Pilar y entre varias instituciones educativas de la ciudad, es la plaza del casco histórico de la ciudad de Pilar. Toda la historia colonial presente en esta plaza, con su exuberante vegetación es un lugar apropiado para refrescarse con la familia ya que la cantidad de árboles autóctonos hace que el microclima sea muy fresco. Durante la administración del intendente municipal Fernando Ramírez, se agregaron atractivos turísticos y esculturales adicionales, como el Monumento de la Bicicleta Gigante, por el uso histórico de este medio de transporte en la ciudad; el Monumento de la Guitarra Gigante, en honor a los artistas locales del rock; y el Paseos de Luces y ornamentaciones navideñas, preparadas a fines de cada año.
- Plaza Mariscal López: situada a inmediaciones del Museo Cabildo y la Plaza de los Héroes, en su punto central cuenta con la estatua en homenaje al Mcal. López, una fuente de agua, que da frescura y ambiente, rodeada de colosos árboles autóctonos, cuenta con bancos y mesas para estar cómodos con la familia y amigos. Un excelente lugar para ir a tomar terere y disfrutar del aire puro, es un encantador lugar, uno de los espacios verde mejor cuidados, ideal para compartir en familia y realizar distintas actividades recreativas. Dirección: 14 de Mayo entre Avda. Mcal. López y Gral. Caballero.
- Plaza del Soldado Paraguayo: fue inaugurada el 1 de marzo de 1943, ubicada sobre la calle 14 de mayo a inmediaciones del río Paraguay; cuenta con una estatua, que fue construida por el escritor asunceno Francisco Almeida durante la administración municipal del doctor Alberto Fernández en homenaje a los soldados paraguayos que brindaron sus vidas en la guerra. En esta plaza se puede apreciar las “Letras corpóreas” de la ciudad, y el "Paseo de Faroles Orientales".
- Plaza del Agua: Construida en el 2024, durante la administración del intendente municipal Fernando Ramírez, es un espacio de recreación en el medio de la ciudad. Cuenta con fuentes de agua sobre piso mojado, bancos, camineros, parques infantiles e iluminación LED.
- Banco Nacional de Fomento: Es un edificio antiguo, diseñado y construido por el italiano Pilade Valoriani. Fue inaugurado en el año 1922. Majestuoso por su belleza arquitectónica.
- La antigua Casa de Juana Pesoa, amante del Mariscal López, madre de 3 de sus hijos. Esta casa colonial tiene ventanas enrejadas, anchas paredes y puertas características del siglo XIX.
- Teatro San Alfonso: a pasos de la Plaza Mariscal. Francisco Solano López. Perteneciente a la Fundación Redentorista de Obras Educacionales de Pilar (FROSEP).
- Mural de Peces: Este mural, ubicado al lado del Teatro San Alfonso, es el fruto de una creación artística de más de 150 talentosos niños que combina 700 piezas de cerámica, pintura e iluminación.
- Centro Histórico de Pilar con casas coloniales iluminadas: Mediante un proyecto de la Municipalidad de Pilar, en el 2024 se iluminaron más de 30 casas con patrimonio cultural, de la época colonial y postcolonial, que se constituye como un atractivo turístico, cultural e histórico en el centro histórico de la ciudad.
- Casa de la Familia Granada: antigua casa colonial con la particularidad de ser la única casa con dos puertas en la esquina que sigue en pie en el Paraguay.
- El Colegio Técnico Juan XXIII es una institución educativa de carácter privada, perteneciente a la Iglesia Católica a través de la FROSEP y subvencionada por el Estado Paraguayo. A nivel nacional ha obtenido por dos años el reconocimiento del Gobierno Nacional como Mejor Institución en Calidad Educativa. Actualmente con más de 700 estudiantes, y miles de egresados quiénes mayoritariamente estudian en las mejores universidades de Argentina, Estados Unidos y Europa. Su lema es "Mejor Colegio de la Galaxia", apodo puesto por sus estudiantes quiénes se sienten totalmente satisfechos con la calidad en educación e infraestructura institucional.
- La empresa Textil Manufactura de Pilar, fundada por el Italiano Paolo Federico Alberzoni, a lo largo de los años, la empresa Manufactura de Pilar, marcó la vida y el desarrollo de la capital de Ñeembucú.

### Puente Internacional con Argentina
En diciembre de 2022, los presidentes Alberto Fernández de Argentina y Mario Abdo Benítez de Paraguay, anunciaron la construcción de un puente sobre el Río Paraguay, que unirá directamente a la ciudad de Pilar con Colonia Cano, Provincia de Formosa, Argentina. Este proyecto se llevará a cabo en los próximos años y beneficiará en gran medida a los habitantes de esta región.

## Cultura
El apodo de Perla del Sur surgió de una anécdota que recogen algunos libros de historia local, la anécdota refleja lo acontecido con el mariscal López que en oportunidad de cada viaje que hacía a Pilar para visitar a Juanita Pesoa, a la pregunta de cuál era el destino del viaje siempre respondía a ver a mi Perla del Sur. Algunas ciudades del sur del Paraguay se auto atribuyen este apodo, pero queda demostrado que hace más de 150 años a Pilar ya se lo refería así, por eso la denominación de la Auténtica Perla del Sur.

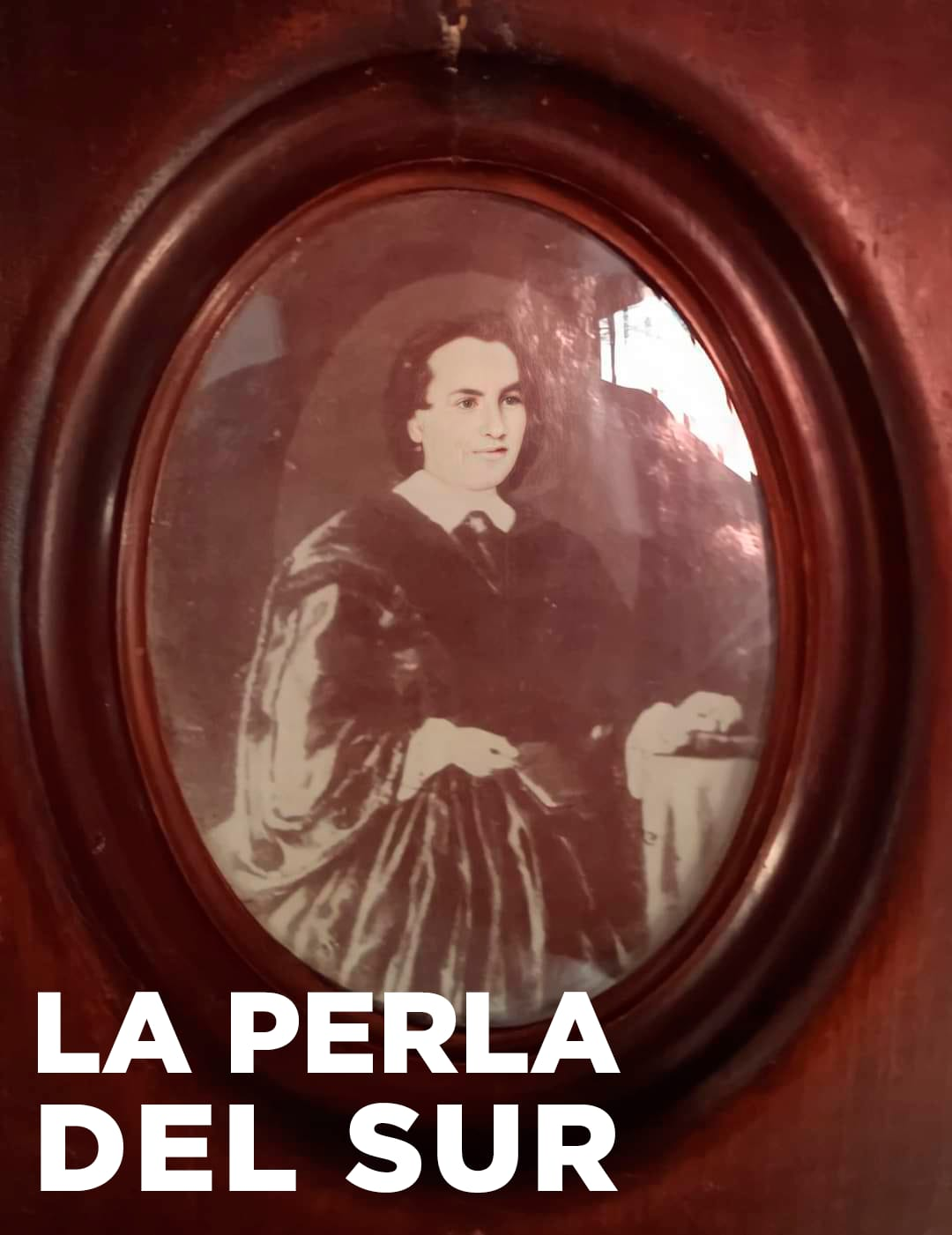
Foto de Juanita Pesoa

Otro apodo es la Capital de la Cordialidad Paraguaya, atribuido a lo cordial, servicial, y calidez de los pilarenses.
Los pilarenses se refieren a su ciudad como mi patria chica, ya que siempre lo decía su vate, Carlos Miguel Jiménez.
Existen varios centros educativos en todos los niveles, un teatro, perteneciente a la Fundación Redentorista de Obras Educacionales de Pilar (FROSEP), San Alfonso, que en sus muros están inscriptos EL VALOR DE UN PUEBLO SE MIDE POR SU CULTURA. 
El Colegio Técnico más antiguo del Paraguay (abierto en la década de los '60), se encuentra en Pilar (C.T. Juan XXIII FROSEP). La Universidad Nacional de Pilar es la 2.ª universidad nacional fundada en el país. Existe una escuela agraria (San Isidro Labrador FROSEP), que es una de las pocas existentes en el país.
En la ciudad está asentado el Regimiento de Caballería Nº 2 Coronel Felipe Toledo (RC2), sobre la margen derecha del arroyo Ñeembucú, y donde se libró el combate de Villa Paso, en dicho combate fue dañada la antigua iglesia de Pilar, que se encontraba en la margen izquierda, frente al RC2.

### Deportes
En Pilar se practican varios deportes, siendo los más practicados el básquetbol y el fútbol.
Existe en cada institución educativa al menos una cancha de básquetbol, siendo el deporte más laureado de Pilar, tanto masculino como femenino. A nivel nacional la Selección de Pilar es uno de los mejores equipos del país, siendo su rival más acérrimo la Selección de Encarnación, y últimamente la de San Lorenzo. Existen dos escenarios principales para las disputas de este deporte, la del Club 1º de Mayo, y la del Polideportivo Municipal. Posee una Liga propia (Asociación Pilarense de Básquetbol).
El fútbol es también muy practicado en la ciudad, teniendo su liga propia y tres escenarios acordes para la disputa de dichos encuentros, la del Club Cap. Bado, América, y Díaz. A nivel femenino, este deporte ha tenido sus mayores laureles, siendo campeona a nivel nacional. La selección femenina del Col. Téc. Juan XXIII FROSEP ha sido campeona nacional e internacional de la Copa Coca-Cola. En la ciudad también se practican fútbol sala, pádel, tenis, natación, voleibol, etc.

## Medios de comunicación

### Prensa digital
- Centro de Noticias Pilar

### Emisoras de radio AM y FM
- AM 700 MHz: Radio Nacional Carlos Antonio López
- FM 88.1 kHz: Radio Renacer
- FM 92.9 kHz: Radio Evolución
- FM 91.9 kHz: Radio Plus
- FM 95.9 kHz: Radio Patria Guaraní
- FM 98.1 kHz: Radio Arapy
- FM 100.7 kHz: Radio Universidad
- FM 103.1 kHz: Radio sol
- FM 104.1 kHz: Radio FROSEP Patria Soñada
- FM 104.7 kHz: Radio Sur
- FM 106.9 kHz: Radio Pilar

### Canales de televisión Abierto y Pago
- Canal 7 (SNT)
- Canal 9 (Telefuturo)
- TV Renacer
- TV Evolución
- TV Plus
- TV Arapy